# 日本漢字能力檢定
日本汉字能力检定是日本财团法人日本汉字能力检定协会实施的一个有关于汉字能力的认证考试。一般简称为汉字检定（／）或者汉检（／）。

## 概要
- 1975年（昭和50年）開始。从1992年（平成4年）成为日本文部省（现在为文部科学省）的认证考试以来，很多日本的高中、短大、大学将該认证作为成绩认定、优待入学的参考条件之一，从而使本认证的知名度得以扩大。另外有一些企业也认可本认证。
- 2008年（平成20年）度有2,893,071人参加了考试。
- 另外还有一些到日本的外国人为了学习日語，而参加本考试。

## 认证级别

### 1级（大學、一般程度，約6000漢字）
程度：理解常用漢字中包含的約6000個漢字的音、訓，並於文章中適當地使用。
領域、内容：
讀寫
包括常用漢字的音讀、訓讀，約6000漢字的讀寫、於文章中適當地使用。（約6000漢字是基於JIS第一、二水準漢字。）
- 理解熟字訓、当字
- 理解反義詞、近義詞、同音、同訓異字
- 理解國字（和製漢字）（等）
- 認知地名、国名等的漢字表記（当字的一種）
- 理解同一漢字的多種寫法（等）

四字熟語、故事、諺語
- 正確理解有出典的四字熟語、故事成語、諺語。

古典文章
- 理解古典的文章中出現的漢字、漢語。

不過，以上的出題範圍中，「認知地名、国名等的漢字表記」於平成14年度第3回中未出現。另一方面，動植物名等的熟字訓、当字讀音問題依然出現。
常以生僻難解的漢字、讀法設問。

### 準1级（大學、一般程度，2958漢字）
程度：理解常用漢字中包含的約3000個漢字的音訓，並於文章中適當地使用。
領域、内容：
讀寫
包括常用漢字的音讀、訓讀，約3000漢字的讀寫、於文章中適當地使用。（約3000漢字係基於JIS第一水準漢字。）
- 理解熟字訓、当字
- 理解反義詞、近義詞、同音、同訓異字
- 理解國字（和製漢字）（等）
- 理解同一漢字的多種寫法（等）

四字熟語、故事、諺語
- 正確理解有出典的四字熟語、故事成語、諺語。

古典文章
- 理解古典的文章中出現的漢字、漢語。

與1級相同，一般以罕用漢字、讀法出題，但其使用頻度高於1級。

### 2级（高中畢業、大學、一般程度，2136漢字）
程度：理解小学、中学（初中）、高等学校（高中）学習的常用漢字，並於文章中適當地使用。
領域—讀寫：熟悉全部常用漢字的讀寫。特別掌握高等学校（高中）学習的音訓，並於文章中適當地使用。
- 理解熟字訓、当字（等）
- 理解反義詞、近義詞、同音、同訓異字
- 正確理解有出典的四字熟語（等）

領域—部首：深入理解部首，把握熟語的構成及意義。
2010年的要項改定中刪除了「人名用漢字」的內容，有關人名用漢字的題目不再出現。

### 準2级（高中在学程度，1945漢字）
程度：大致理解小学、中学（初中）学習的常用漢字，並於文章中適當地使用。
領域—讀寫：大致能讀出約常用漢字。特別掌握中学（初中）學習的音訓。掌握学年別漢字配当表中的漢字以及300個左右其他常用漢字，並於文章中適當地使用。
- 理解熟字訓、当字（等）
- 理解反義詞、近義詞、同音、同訓異字
- 正確理解有出典的四字熟語（等）

領域—部首：深入理解部首，並正確識別。

### 3级（初中畢業程度，1608漢字）
程度：理解小学学年別漢字配当表中的全部漢字和600字左右其他常用漢字，並於文章中適當地使用。
領域—讀寫：能讀出約1600個漢字。掌握学年別漢字配当表中的漢字，並於文章中適當地使用。
- 正確理解音讀和訓讀
- 理解熟字訓、当字（等）
- 正確理解反義詞、近義詞、同音、同訓異字、四字熟語
- 正確理解熟語的構成、四字熟語
- 根據送假名及假名遣正確書寫

領域—部首：理解部首，熟悉漢和辭典用法。

### 4级（初中在学程度，1322漢字）
程度：理解小学学年別漢字配当表中的全部漢字和300字左右其他常用漢字，並於文章中適當地使用。
領域—讀寫：能讀出約1300個漢字。書寫学年別漢字配当表中的約900個漢字，並於文章中適當地使用。
- 正確理解音讀和訓讀
- 理解熟字訓、当字（等）
- 正確理解反義詞、近義詞、同音、同訓異字、四字熟語
- 知悉熟語的構成、四字熟語
- 根據送假名及假名遣正確書寫

領域—部首：理解部首，熟悉漢和辭典用法。

### 5级（小学六年程度，1006漢字）
程度：理解小学第6学年為止的教育漢字，深入了解關於文章中漢字所起作用的知識，於文章中適當使用漢字。
領域—讀寫：讀出小学第6学年為止的学習漢字，並大致能書寫。
- 正確理解音讀和訓讀
- 正確理解反義詞、近義詞、同音、同訓異字、四字熟語（等）
- 知悉熟語的構成
- 根據送假名及假名遣正確書寫

領域—筆順：正確理解筆順。
領域—部首：理解漢字字形。

### 6级（小学五年程度，825漢字）
程度：理解小学第5学年為止的教育漢字，認知文章中漢字起的作用，並正確使用。
領域—讀寫：讀出小学第5学年為止的学習漢字，並大致能書寫。
- 正確理解音讀和訓讀
- 大致明白反義詞、近義詞（等）
- 正確理解同音、同訓異字、三字熟語
- 知悉熟語的構成（等）
- 根據送假名及假名遣正確書寫（等）

領域—筆順：理解筆順、總筆畫。
領域—部首：理解主要部首。

### 7级（小学四年程度，640漢字）
程度：理解小学第4学年為止的教育漢字，並於文章中正確使用。
領域—讀寫：讀出小学第3学年為止的学習漢字，並大致能書寫。
- 正確理解音讀和訓讀
- 大致明白反義詞（等）
- 理解同音異字（等）
- 理解三字熟語（等）
- 根據送假名正確書寫（等）

領域—筆順：注意点画。
領域—部首：理解腳、構、繞。

### 8级（小学3年程度，440漢字）
程度：理解小学第3学年為止的教育漢字，並於句子、文章中使用。
領域—讀寫：讀出小学第3学年為止的学習漢字，並大致能書寫。
- 理解音讀和訓讀
- 大致明白反義詞（等）
- 根據送假名寫出漢字（等）

領域—筆順：正確理解筆順、總筆畫。
領域—部首：理解偏、冠、旁。

### 9级（小学2年程度，240漢字）
程度：理解小学第2学年為止的教育漢字，並於句子、文章中使用。
領域—讀寫：讀出小学第2学年為止的学習漢字，並大致能書寫。
領域—筆順：理解点画的長短、相接、相交的方式、筆順及總筆畫。

### 10级（小学1年程度，80漢字）
程度：理解小学第1学年的教育漢字，並於句子、文章中使用。
領域—讀寫：讀出小学第1学年的学習漢字，並大致能書寫。
領域—筆順：理解点画的長短、相接、相交的方式、筆順及總筆畫。

## 合格基準
根據協會發表的資訊，平成18年度第1回檢定以來遵從以下標準：
| 等級                           | 滿分  | 基準得分 |
| ------------------------------ | ----- | -------- |
| 1級、準1級、2級                | 200点 | 80%程度  |
| 準2級、3級、4級、5級、6級、7級 | 200点 | 70%程度  |
| 8級、9級、10級                 | 150点 | 80%程度  |

## 漢檢CBT
漢檢CBT（Computer Based Testing）即使用電腦受檢。其優點是無每年3回的限制，可更早獲知結果。以下是其特性。
- 可受檢的等級為2–7級。
- 檢定日每月1回至每日1回不一，因檢定会場而異；以事前預約制來定員。
- 解答時，漢字讀音問題以鍵盤作答（文字變換功能已禁用），書寫問題以手寫板作答。
- 出題範圍、内容、難易度、合格基準與傳統的筆試相同。
- 合格者可獲得與紙質檢定同等的認證資格（例如，漢檢CBT2級合格者即為漢檢2級合格）。
- 合格發表時間因会場而異，會於考試進行後10日左右通知。